# 奧利沙納
50°44′7″N 32°26′54″E / 50.73528°N 32.44833°E
奧利沙納（烏克蘭語：Ольшана）是位於烏克蘭北部切爾尼希夫州裏普里盧基區的村莊，始建於1600年，面積4.17平方公里，2001年人口653，人口密度每平方公里168.9人。